# Клейноды
Клейноды  или клейноты (от нем. Kleinod «сокровище», «драгоценность») — являются знаками власти, стоящими ниже регалий, но выполняют ту же роль вещественных символов власти и имеют международное признание.
Используются носителями, как регалии, с демонстративно-властными и торжественно-парадными целями. Разделяются на первый и второй ранг.

## Пожалование клейнодами
1. Особые знаки государственной власти, присваиваемые главам государств, которые избираются пожизненно или на неопределённый срок в странах, не имеющих статуса наследственной монархии и не являющихся республиками.
2. Знаки власти, присылавшиеся сюзеренами главам администрации особых автономных и привилегированных областей своего государства, фактически правителям пограничных территорий, обладающих своей военной силой, в качестве признания и доверия к независимости их действия.
3. В первоначальном значении: малая по размеру вещь, подарок гостя, позже — филигранной работы вещь, маленькая драгоценность и, вообще, в прямом и переносном смысле, всё драгоценное; знак монашеского ордена, часто в форме креста.
4. Геральдический элемент (геральдические клейноды), украшение на рыцарском шлеме (нем. Helmkleinod), в частном случае — то же, что зачастую именуется нашлемником, вносимым в навершие гербового шлема, как знак отличия — клейнод (пол. Klejnot herbowy);
5. Драгоценные атрибуты (знаки) власти в Священной Римской империи (имперские клейноды), а также в Казацком войске Запорожском (казачьи клейноды) — см. ниже.
6. Принадлежность к религиозной символике, может интерпретироваться, как символ, ассоциируемый с понятием «дар Божий».

## История
Как особый знак власти клейноды употреблялись в малых странах Юго-Восточной Европы в период XIV-XIX веков правителями государств и территорий, находящихся между Турцией и христианскими государствами Европы (Польша, Австро-Венгрия, Россия).
- Клейноды первого ранга — присваивались господарям Молдавии и Валахии, гетманам Украины (Запорожья, Левобережья и Правобережья).

- Клейноды второго ранга — атаманам Запорожской Сечи, Войска Донского и Кубанского войска.

Молдавские и волошские господари получали клейноды от султана Турции с XIV века и до середины XIX века. Гетманам Украины клейноды впервые были пожалованы польским королём Стефаном Баторием в 1576 году, а московским царём Алексеем Михайловичем в 1654 году. С 1706 года русские императоры жаловали клейноды атаманам Войска Донского (вплоть до 1917 года), а с 1788 года Кубанскому Черноморскому войску.

## Клейноды владетелей
| Название                               | Примечания |
| -------------------------------------- | --- |
| Клейноды господарей Молдавии и Валахии | |
| Кука                                   | Особая шапка, украшенная двумя белыми страусиными перьями, с бриллиантом в центре лобной части, отороченная дорогим мехом (горностай или соболь). Употреблялась вместо короны — символа главенства в государстве. |
| Знамя                                  | Синее бархатное, реже — фиолетовое знамя, со вшитыми золотыми и серебряными украшениями, орнаментом, ликами святых и гербом Молдавии или Валахии в центре. Символ национальной государственности. |
| Бунчук                                 | Шест высотой в 2 метра 10 сантиметров, украшенный вверху золотым (позолоченным) или серебряным набалдашником (клотик), на который который крепились хвосты яков (три — для господарей), приравненых султанами к трёхбунчужным пашам (т.е. генералам армии, маршалам). Символ управления войсками.                                                            |
| Булава                                 | Серебряный позолоченный жезл с шаром наверху, украшенный резьбой и гравировкой. Символ государственной власти. |
| Камбаница                              | Одеяние господаря, верхняя накидка с рукавами (наполовину разрезанными), используемая в торжественных целях как мантия монарха. Богата отделывалась дорогим мехом, золототкаными украшениями и жемчугом. Символ монаршей власти. |
| Клейноды гетманов Украины              | |
| Корогва златописная                    | Хоронгва, хоругвь, т.е знамя. Символ победы и устрашения врагов. Имела светло-синий цвет (васильковый) с серебряным и отчасти золотым шитьём. |
| Бунчук                                 | Древко размером 2 метра 13 сантиметров (3 аршина) с насаженными на его вершину тремя конскими хвостами (что приравнивало гетмана к званию генерала-фельдмаршала) на витых шёлковых шнурах. Символ гетманского главнокомандования. |
| Булава                                 | Серебряный жезл размером 53 сантиметра, с вызолоченным и украшенным драгоценными камнями шаром наверху, имеющим острые стальные шипы. Гетманская булава называлось Большой, если принадлежала избранному гетману, и Малой, если вручалась наказному гетману, т.е. назначенному. Символизировала власть и гетманское право на смирение непокорных (расправу). |
| Ферезея                                | Гетманская торжественная одежда — накидка в виде мантии, без воротника и рукавов, длиной до лодыжек, из бархата, с серебряными и позолоченными застёжками, отороченная или подбитая соболиным мехом. Означала царскую милость к гетману, знак союза и покровительства.                                                                                       |
| Гетманская шапка                       | Чёрная бархатная с золочёным или посеребрённым верхом шапка, отороченная соболиным мехом и с двумя орлиными перьями в лобной части, скреплёнными пряжкой, унизанной жемчугом). Символизировала государственную мудрость. |
| Литавры                                | Использовались как звуковой символ, знаменующий появление гетмана или начало заседания правительства (рады). Символизировали славу. |

## Геральдические клейноды
Геральдические клейноды делятся на личные, не наследственные, корпоративные. В качестве клейнодов использовались изображения наград, регалий, должностных знаков гербовладельца: мечи, булавы, знамёна, бунчуки, маршальские жезлы.
Русская геральдика имела традицию помещать в клейноде изображения орденов и даже знаков отличия беспорочной службы, однако ордена принято было вносить в часть под щитом, а орденскими лентами, цепями и другими подобными клейнодами обычно окружали щит. Разного вида орденские кресты или звёзды располагали за щитом, притом допустим был композиционный приём, при котором такой элемент выступал из-за какой либо части нессера (щита). Всякого рода регалии, флаги, знамёна, вымпелы помещались за щитами или в руках щитодержателей.
Женские гербы в качестве клейнода нередко содержали растительные, флористические элементы, пальмовые ветви; вдовы использовали в виде клейнода траурное вервие (траурные ленты).

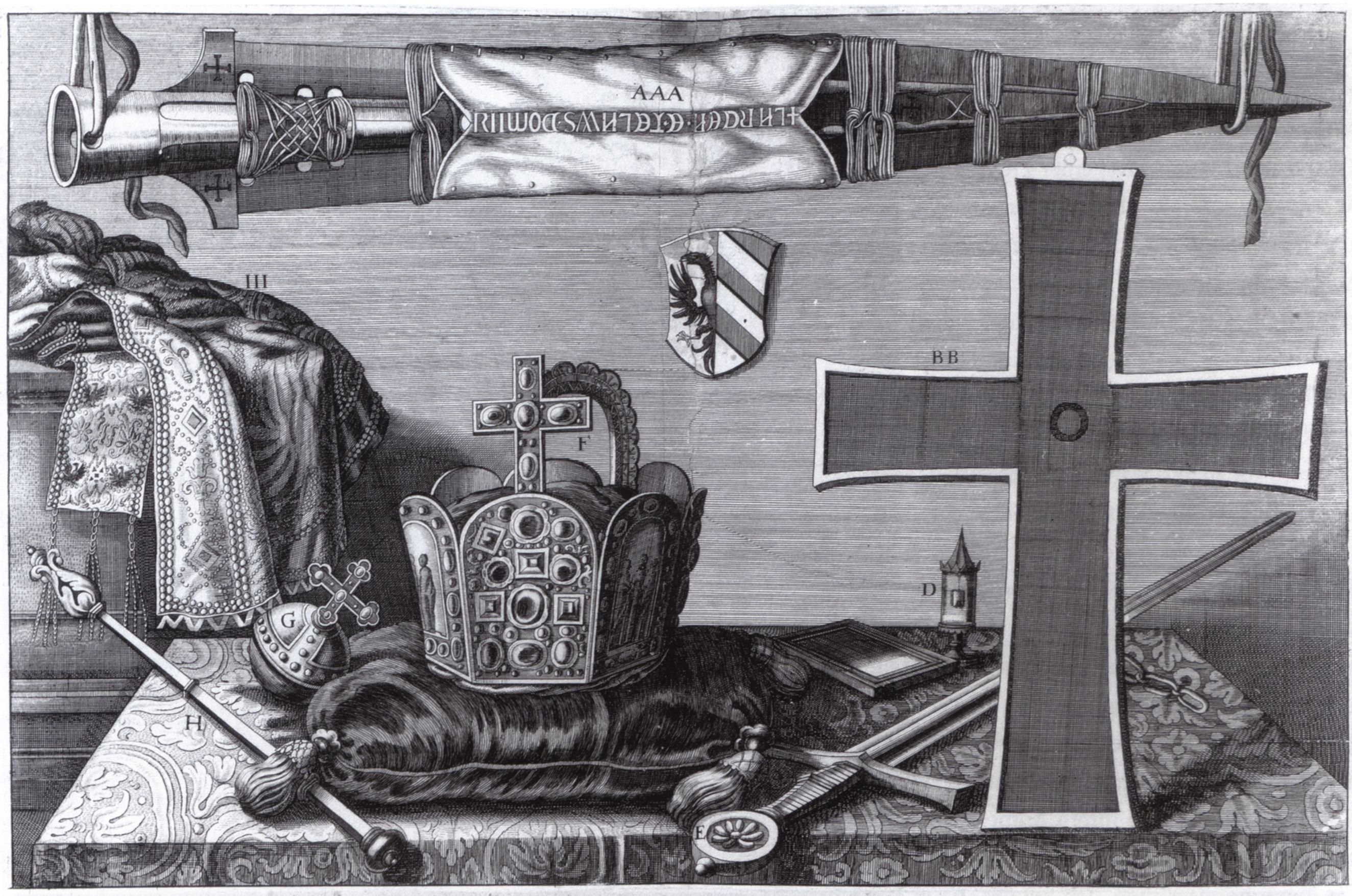
Нюрнбергские клейноды в 2-й пол. XVI века

## Имперские клейноды
Имперские клейноды (нем. Reichskleinodien) — это атрибуты императорской власти правителей Священной Римской империи. Важнейшие из них — имперская корона, святое копье и императорский меч. Сегодня они сохраняются в палате сокровищ Венского дворца и делятся на две части: «Нюрнбергские клейноды», хранившиеся с 1424 по 1796 в Нюрнберге, и «Ахенские клейноды», хранившиеся в Ахене до 1794 г.

## Казачьи клейноды
В разных казачьих войсках существовали некоторые отличия в предназначении и составе клейнодов.
В XVII в. вошло в обыкновение называть знаки достоинства гетмана и вообще символы войска Запорожского, в первую очередь булаву, бунчук, знамя и печать, а также литавры и армату (пушки).